# Колобродов Валентин Георгійович
Колобродов Валентин Георгійович (нар. 19 червня 1947 року, смт Біловодськ, Луганської обл., СРСР) — український фахівець у галузі оптико-електронного приладобудування, доктор технічних наук, професор, лауреат Державної премії України в галузі науки і техніки, заслужений професор Київського політехнічного інституту (КПІ), видатний діяч КПІ, почесний працівник космічної галузі України, отримав довічну стипендію Кабінету Міністрів.

## Наукова діяльність
У 1970 році закінчив Київський державний університет. Після служби в лавах Радянської армії, вступив до аспірантури Київського політехнічного інституту, де пройшов шлях від аспіранта до професора, завідувача кафедри.
У 1977 році захистив кандидатську дисертацію, а в 1997 році – докторську дисертацію. Вчене звання професора отримав у 1995 році.
З 1994 року по 2021 рік очолював кафедру оптичних та оптико-електронних приладів Київського політехнічного інституту.  
З 1997 року член двох спеціалізованих вчених рад із захисту докторських та кандидатських дисертацій.
Основна сфера наукової діяльності – дослідження, проектування і випробовування тепловізійних систем військового, космічного, наукового і цивільного призначення. Під його керівництвом виконано більше 60 науково-дослідних робіт, у т.ч. 12 за Постановами ВПК СРСР, Кабінету Міністрів СРСР і України. Створив і очолює наукову школу з дослідження і розробці тепловізійних систем спостереження різного призначення.
Підготував 8 докторів та 18 кандидатів технічних наук.
Автор 527 наукових праць, у тому числі 11 монографій, 15 підручників та навчальних посібників з грифом МОН України, 58 патентів та авторських свідоцтв.

## Наукові твори
Підручники з грифом МОН України:
- Инфракрасная термография (физические основы, методы проектирования и контроля, применение), Часть І. (1992);
- Инфракрасная термография (физические основы, методы проектирования и контроля, применение), Часть II. (1994);
- Тепловізійні системи (фізичні основи, методи проектування і контролю, застосування). (1999, кращий в КПІ);
- Проектування тепловізійних і телевізійних систем спостереження. (2007, кращий в КПІ);
- Дифракційна теорія оптичних систем. (2011);
- Проектування дифракційних  оптичних елементів і систем. (2013);
- Прикладна дифракційна оптика: підручник. (2014);
- Хвильова оптика. Частина 1. Електромагнітна теорія світла та інтерференція. (2017);
- Хвильова оптика. Частина 2. Дифракція і поляризація світла. (2018);
- Основи хвильової оптики (2020, кращий в КПІ).

Монографії:
- Infrarotthermographie. –  WILEY-VCH. – Berlin .  (2000);
- Infrarotthermographie. Zweite, uberarbeitete und erweiterte Ausgabe. – WILEY-VCH. – Berlin . – 2004);
- Комплексування інформації в багатоканальних оптико-електронних системах спостереження (2013);
- Науко-практичні аспекти створення тепловізійних систем. (2015);
- Прецизійні пристрої і прилади оптотехніки. (2016);
- Ефективність інфрачервоних оптико-електронних систем спостереження. (2017);
- Підвищення просторової роздільної здатності космічних мікро-болометричних камер. (2018);
- Scientific and Technical Contributions from Research Projects. (2019);
- Проектування цифрових когерентних оптичних спектроаналізаторів. (2019);
- Розроблення та контроль автоматизованих оптико-електронних систем дистанційного зондування Землі. (2021).

## Відзнаки та нагороди
- Лауреат довічної стипендії Кабінету Міністрів України (2021)
- Лауреат Державної премії України в галузі науки і техніки (2014);
- Заслужений професор НТУУ «КПІ (2007), Видатний діяч НТУУ “КПІ” (2016);
- Нагороджений знаком “Відмінник освіти України” (2007 р.);
- Подяки Київського міського голови (2002 і 2006);
- Почесний працівник космічної галузі України (2007).